# 齋藤太一
齋藤太一（日语：／ Saito Taichi，1993年4月21日—），日本男子羽毛球運動員，亦為現役日本國家羽毛球隊（A隊）成員。千葉縣出生，畢業於富岡町立富岡第一中学校、富岡高校及早稲田大学，現隸屬於NTT東日本株式會社，並為該社的羽毛球隊成員，隊員編號12號。

## 簡歷
2018年9月，齋藤太一出戰西班牙羽毛球大師賽，與古賀輝合作打進男雙準决赛。

## 主要比賽成績
只列出曾進入準決賽的國際賽事成績：
| 年份   | 賽事                     | 公開賽級別 | 項目     | 拍檔     | 成績   |
| ------ | ------------------------ | ---------- | -------- | -------- | ------ |
| 2015年 | 大阪羽毛球國際挑戰賽     | 國際挑戰賽 | 男子雙打 | 古賀輝   | 準決賽 |
| 2017年 | 奧地利羽毛球公開賽       | 國際挑戰賽 | 男子雙打 | 星野翔平 | 準決賽 |
| 2018年 | 西班牙羽毛球大師賽       | 超級300賽  | 男子雙打 | 古賀輝   | 準決賽 |
| 2018年 | 南澳洲羽毛球國際賽       | 國際挑戰賽 | 男子雙打 | 古賀輝   | 冠軍   |
| 2018年 | 雪梨羽毛球國際賽         | 國際系列賽 | 男子雙打 | 古賀輝   | 準決賽 |
| 2019年 | 泰國羽毛球大師賽         | 超級300賽  | 男子雙打 | 古賀輝   | 準決賽 |
| 2019年 | 奧爾良羽毛球大師賽       | 超級100賽  | 男子雙打 | 古賀輝   | 亞軍   |
| 2019年 | 秋田羽毛球大師賽         | 超級100賽  | 男子雙打 | 古賀輝   | 亞軍   |
| 2019年 | 印尼瑪琅市長羽毛球大師賽 | 超級100賽  | 男子雙打 | 古賀輝   | 亞軍   |
| 2020年 | 亞洲羽毛球團體錦標賽     | 其他       | 男子團體 | －       | 季軍   |
| 2021年 | 蘇迪曼盃                 | 其他       | 混合團體 | －       | 亞軍   |
| 2021年 | 湯姆斯盃                 | 其他       | 男子團體 | －       | 季軍   |
| 2021年 | 印尼羽毛球公開賽         | 超級1000賽 | 男子雙打 | 古賀輝   | 準決賽 |
| 2022年 | 湯姆斯盃                 | 其他       | 男子團體 | －       | 季軍   |
| 2023年 | 德國羽球公開賽           | 超級300賽  | 男子雙打 | 古賀輝   | 準決賽 |
| 2023年 | 蘇迪曼盃                 | 其他       | 混合團體 | －       | 季軍   |
| 2023年 | 加拿大羽毛球公開賽       | 超級500賽  | 男子雙打 | 古賀輝   | 準決賽 |
| 2023年 | 亞洲運動會羽毛球比賽     | 其他       | 男子團体 | －       | 銅牌   |
| 2023年 | 賽義德·莫迪羽毛球國際賽  | 超級300賽  | 男子雙打 | 古賀輝   | 亞軍   |
| 2024年 | 亞洲羽毛球團体錦標賽     | 其他       | 男子團体 | －       | 季軍   |

| 2007-2017年 | 首要超級賽 | 超級賽 | 黃金大獎賽 | 大獎賽 | 國際挑戰賽 | 國際系列賽 | 未來系列賽 | 其他 |

| 2018-2026年 | 總決賽 | 超級1000賽 | 超級750賽 | 超級500賽 | 超級300賽 | 超級100賽 | 國際挑戰賽 | 國際系列賽 | 未來系列賽 | 其他 |

### 奧運會和世錦賽參賽紀錄
|          | 搭檔   | 2021 | 2022 | 2023 |
| -------- | ------ | ---- | ---- | ---- |
| 男子雙打 | 古賀輝 | 32強 | 16強 | 32強 |